# 或星
或星或稱惑星，就中國道教或台灣道教、民間信仰而言，是指行年輪值諸星之一。以《三六九十二四季之月》道法舉例，或星指壬申、辛巳、己亥、庚寅、戊申、丁巳等行年凶日。道教認為，人如輪值該星，朱雀入宅，當主火盜大凶。若涉及上官、嫁娶、移徙、祭祀等活動，容易主伯衰敗、生子不肖等。除避凶外，以道教符籙派信仰而言，解決方法為修齋建醮。